# Dioctria longicornis
Dioctria longicornis är en tvåvingeart som beskrevs av Johann Wilhelm Meigen 1820. Dioctria longicornis ingår i släktet Dioctria och familjen rovflugor. Inga underarter finns listade i Catalogue of Life.